# Лиманівка (селище)
Лима́нівка — селище в Україні, у Лозівській міській громаді Лозівського району Харківської області. До 2018 року підпорядковувалося місту районного значення Лозова.

## Географічне розташування
Селище Лиманівка розташоване біля витоків річки Лозова. До селища примикає село Хлібне. Через селище пролягають  автошлях територіального значення Т 2107 та залізниця, на якій розташована однойменна станція.

## Історія
Селище засноване як залізнична станція Лозова-Азовська під час будівництва залізниці у 1869 році. Згодом станція була перейменована на Панютине (від прізвища колишнього власника цих земель генерала Василя Панютина). Місцевість була безводною й мала назву Пустище бузинувате.
На станції були побудовані залізничні майстерні, потроху збільшувалося селище. Основних вулиць було лише дві — Лиманівка та Іванівка (назви не збереглися). Робітники майстерень брали участь у страйках, серед них були поширені соціалістичні, зокрема й більшовицькі погляди.
Восени 1917 року селище було взято під контроль українськими військами. У грудні 1917 року Панютине захопили червоні російські загони. У квітні 1918 року Панютине було звільнено українськими військами під керівництвом генерала Всеволода Петріва. У своїх спогадах генерал зазначав, що не зустрічав настільки національно свідомого селища. Тут діяла «Просвіта», населення було патріотично налаштоване, навіть місцеві комуністи. 1919 року Панютине займають червоні росіяни загону Дибенка, у тому ж році їх на нетривалий час змінили «білі». Потім встановлюється радянська влада. Місцеві залізничні майстерні перетворилися на вагоноремонтний завод. На заводі чимало людей було репресовано владою.

### Німецько-радянська війна
Наприкінці липня 1941 року Панютине зазнало перші бомбардування. У жовтні 1941 року селище без бою тимчасово окупували німецькі війська. Окрім німців тут також перебували  румунські підрозділи. Вагоноремонтний завод продовжував працювати в евакуації у місті Боготол (повернувся у 1946 році). У січні 1942 року, в ході Барвінково-Лозівської операції, Панютине було взято під контроль радянськими військами, які у травні були оточені і розгромлені вермахтом.
Остаточно Панютине було звільнено 16 вересня 1943 силами 35-ї гвардійської стрілецької дивізії.

### Незалежна Україна
12 червня 2020 року, відповідно до розпорядження Кабінету Міністрів України  № 725-р «Про визначення адміністративних центрів та затвердження територій територіальних громад Харківської області», селище увійшло до складу Лозівської міської громади.
19 липня 2020 року, в результаті адміністративно-територіальної реформи та ліквідації колишнього Лозівського району (1923—2020), селище увійшло до складу новоутвореного Лозівського району Харківської області.
10 квітня 2024 року Комітет Верховної Ради України з питань організації державної влади, місцевого самоврядування, регіонального розвитку та містобудування підтримав перейменування села на Лиманівка.
19 вересня 2024 року Верховна Рада у рамках закону про Деколонізацію прийняла рішення про перейменування селища на Лиманівку, бо попередня назва була на честь російського генерала. 26 вересня 2024 року перейменування набуло чинності. 6 березня 2025 року станція Панютине також була перейменована на однойменну назву з селищем.

## Населення

### Мова
Розподіл населення за рідною мовою за даними :
| Мова            | Кількість | Відсоток |
| --------------- | --------- | -------- |
| українська      | 6475      | 88,31 %  |
| російська       | 811       | 11,06 %  |
| ромська         | 26        | 0,36 %   |
| білоруська      | 6         | 0,08 %   |
| румунська       | 2         | 0,03 %   |
| болгарська      | 1         | 0,01 %   |
| словацька       | 1         | 0,01 %   |
| інші/не вказали | 10        | 0,14 %   |
| Всього:         | 7332      | 100 %    |

## Економіка
Основним підприємством селища є великий вагоноремонтний завод (УДЦ «Укрспецвагон»). Окрім ремонту вантажних вагонів, цистерн, підприємство також здає вагони в оренду. На заводі працює більшість мешканців Лиманівки та сусідніх населених пунктів, зокрема й Лозової. Також працює невеликий завод «Електродвигун», «Промбудмайданчик», кілька крамниць, дві кав'ярні.

## Освіта
Освітня мережа репрезентована двома дитячими садками, а також Лиманівський ліцей, ЗОШ № 2.

## Спорт

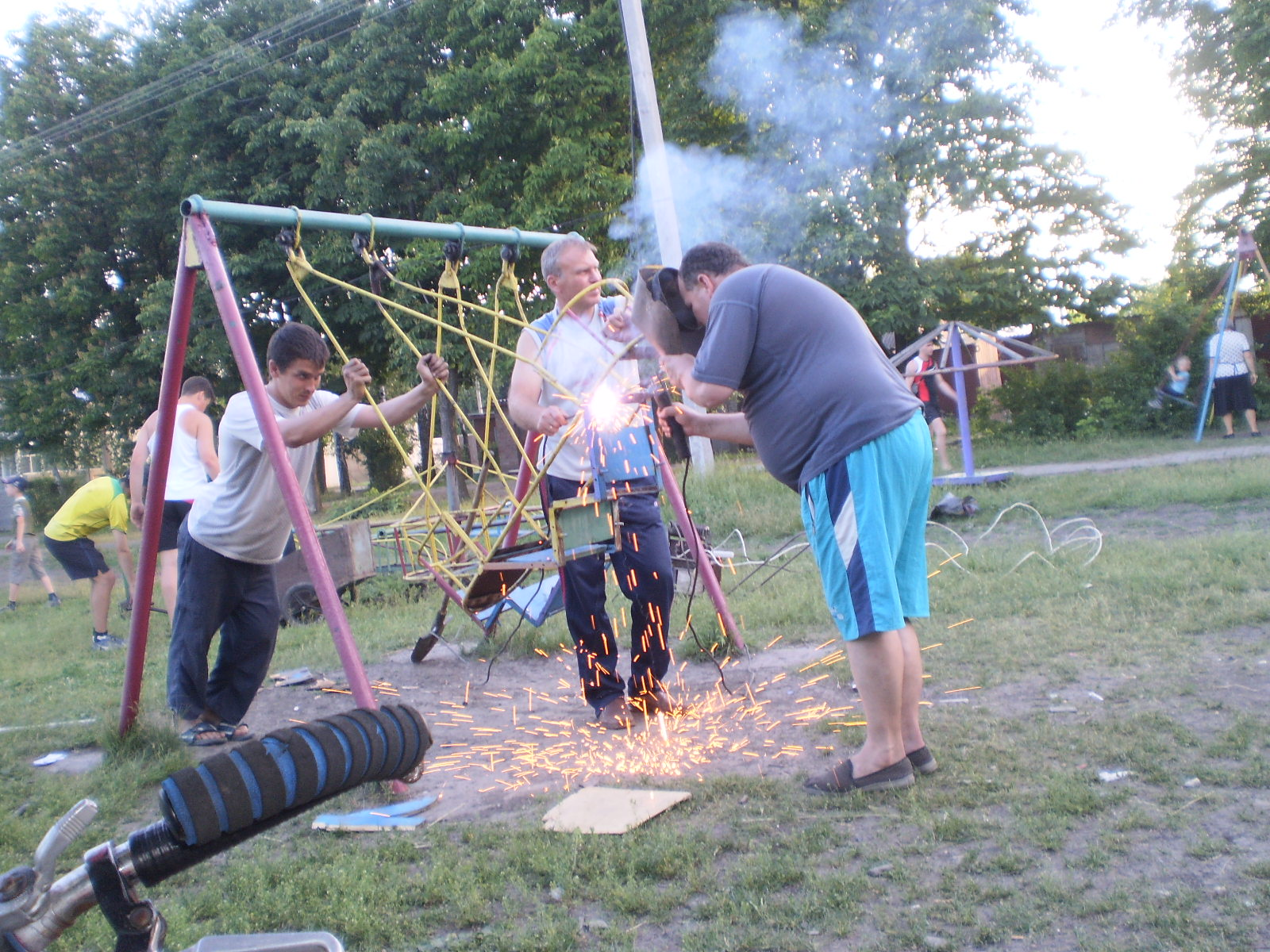
Ремонт дитячого майданчика

Селище має стадіон і спортзал, футбольну і волейбольну команду «Локомотив». Діє секція вільної боротьби.
У Будинку культури існують секції танців, шахів, шашок, гурток співу. В районі газопроводу розташований найбільший дитячий майданчик.

## Релігія
За царських часів селище мало православні церкву та молитовний будинок. Станом на 1919 рік діяла громада баптистів. За радянської влади церкву було знищено (нині на її місці розташований інтернат для психічно хворих), молитовний будинок відібрано. Тому церква за часів СРСР існувала в колишній хаті, переобладнаній під храм. Оскільки у районному центрі Лозова не залишилося жодної церкви, лозівчани хрестили своїх дітей тут. Баптистська громада продовжувала діяти. під час розколу радянських баптистів панютяни підтримали консервативну течію «відділених баптистів».
Наразі у Лиманівці діє православна церква УПЦ МП по вулиці Восьмого березня (її перебудовано, збудовано дзвіницю) та баптистська громада (по вулиці Пугачова).     

## Районування
Лиманівка має неформальний поділ на райони: «Північний», «Західний», «Центр», «В'їзд» та село «Хлібне».

## Персоналії
- Козороз Леонід Едуардович (1993—2016) — солдат Збройних сил України, учасник російсько-української війни.
- Сльота Петро Дорофійович — український живописець.
- Цупиков Олег Михайлович — науковець, доктор медичних наук.